# Granville South
Granville South – jednostka osadnicza w Stanach Zjednoczonych, w stanie Ohio, w hrabstwie Licking.